# Travel
Albums de Mamamoo
Reality in Black
(2019)
Travel est le 10e EP publié par le groupe de Kpop Mamamoo, le 3 Novembre 2020. 
Ce disque est composé de six morceaux dont deux singles, Dingga et Aya qui ont tous deux étaient publiés également sous forme de clip. Le single Dingga a atteint le top itunes dans plusieurs pays. Pour Aya aussi a été très populaire notamment au Mexique où il a atteint le Top 1 itunes. Cet EP a aussi battu de nombreux records dont celui du nombre de ventes le premier jour avec près de 130 000 exemplaires vendus.[réf. nécessaire]

## Titres
1. Travel, écrit par Kim Do Hoon, Moonbyul, Park Woo Sang[1]
2. Dingga, écrit par Kim Do Hoon, Moonbyul, Park Woo Sang[2]
3. Aya, écrit par Kim Do Hoon, Moonbyul, Park Woo Sang[3]
4. Chuck, écrit par Kim Do Hoon, Moonbyul, Park Woo Sang[4]
5. Diamond, écrit par Park Woo Sang, Kim Eana[5]
6. Good Night, écrit par Moonbyul, Jeon Da Woon, Cocodooboopapa[6]

## Classement

### Album
| Chart (2020)               | Peak position |
| -------------------------- | ------------- |
| South Korean Albums (Gaon) | 2             |

| Chart (2020)               | Position |
| -------------------------- | -------- |
| South Korean Albums (Gaon) | À venir  |

### Singles
"Dingga" (딩가딩가)
| Chart (2020)                            | apoggé dans les charts |
| --------------------------------------- | ---------------------- |
| Japon (Billboard Japan)                 | 75                     |
| Singapour (RIAS)                        | 21                     |
| Corée du Sud (Gaon)                     | 7                      |
| Corée du Sud (Kpop Hot 100)             | 5                      |
| US World Digital Song Sales (Billboard) | 8                      |

| Chart (2020)       | Position |
| ------------------ | -------- |
| South Korea (Gaon) | À venir  |

"Aya"
| Chart (2020)                            | Peak position |
| --------------------------------------- | ------------- |
| Singapour (RIAS)                        | 27            |
| Corée du Sud (Gaon)                     | 37            |
| Corée du Sud (Kpop Hot 100)             | 21            |
| US World Digital Song Sales (Billboard) | 17            |

| Chart (2020)       | Position |
| ------------------ | -------- |
| South Korea (Gaon) | À venir  |

## Récompenses et nominations
| morceaux | Programme   | Chaine télévisée | Date              | Ref.   |
| -------- | ----------- | ---------------- | ----------------- | ------ |
| "AYA"    | M Countdown | Mnet             | November 19, 2020 | [ 19 ] |

| Année | Organisation       | Nominee  | Categorie              | Resultat   | Ref.   |
| ----- | ------------------ | -------- | ---------------------- | ---------- | ------ |
| 2021  | Golden Disc Awards | Travel   | Album Division Bonsang | En attente | [ 20 ] |
| 2021  | Seoul Music Awards | "Dingga" | Main Award             | En attente | [ 21 ] |

## Disponibilité
Cet album est disponible sous 2 versions à la vente, il y a la version dites, "Green light" qui reprend des codes musicaux disco représentant le single Dingga et la version "Dark green" qui reprend des codes musicaux oriental et bolywoodien censé représenter le single AYA.

## Performance commerciale
Travel a fait ses débuts au numéro deux du Gaon Album Chart pour la semaine 45 de 2020, derrière seulement l'album Fatal Love de Monsta X. Selon le tableau des ventes de Hanteo, l'EP s'est vendu à un peu plus de 101 000 exemplaires dès le premier jour de sa sortie, un record personnel pour le groupe. Dans l'édition mensuelle du palmarès Gaon Album, Travel s'est classé sixième et s'est vendu à 164 000 exemplaires, battant ainsi le record personnel du groupe qu'ils avaient établi avec Reality in Black l'année précédente ce qui est egal a une plus valut de 184%.
Afin de promouvoir Travel, Mamamoo a joué dans leur propre émission de retour d'une heure, intitulée "Monologue", qui a été diffusée sur la chaîne de télévision musicale sud-coréenne Mnet le 3 novembre 2020. L'émission présentait plusieurs performances de Mamamoo, entrecoupées de monologues des membres.  Le spectacle "Monologue" a été l'un des prix que le groupe a reçu pour avoir remporté le concours Queendom l'année précédente. De plus, le groupe a interprété les deux singles de l'EP dans plusieurs émissions musicales sud-coréennes, notamment M Countdown, Music Bank, Show! Music Core, Inkigayo et le carnet de croquis de You Hee-yeol.
Singles :
"Dingga" (coréen: 딩가 딩가) est sorti en tant que premier single de l'EP le 20 octobre 2020. Le single a atteint la septième place du Gaon Digital Chart, cinq du Billboard Korea K-Pop Hot 100 et huit du Tableau des ventes Billboard World Digital Songs. Le clip vidéo du single avait 40 millions de vues sur YouTube en janvier 2020.
"Aya" est sorti en tant que deuxième single de Travel le 3 novembre 2020, parallèlement à la sortie de l'EP complet. Le single a culminé au numéro 37 du Gaon Digital Chart, au numéro 21 du Billboard Korea K-Pop Hot 100 et au 17 du Billboard World Digital Songs Sales Chart. Le 19 novembre, "Aya" a remporté sa première victoire dans une émission musicale sur M Countdown de Mnet. En décembre 2020, le clip de "Aya", diffusé simultanément sur la chaîne officielle de Mamamoo et sur le canal de distribution 1theK, avait un total combiné de 41 millions de vues en décembre 2020.